# Hans-Jürgen Schnoor
Hans-Jürgen Schnoor (* 30. Oktober 1946 in Kiel) ist ein deutscher Organist, Cembalist und Hochschullehrer in Lübeck. Von 1980 bis 2012 fungierte er als Kantor und Organist an der Vicelinkirche in Neumünster und war Leiter des dortigen Bachchors.
Nach dem Abitur an der Klaus-Harms-Schule in Kappeln studierte Schnoor Kirchenmusik, Klavier, Dirigieren und Cembalo und trat 1971 nach einer einjährigen Assistenz an St. Marien bei Walter Kraft in Lübeck seine erste Kirchenmusikerstelle an der Jakobikirche an.
Nach 1975 war er u. a. als Musiktherapeut am Landeskrankenhaus Hildesheim, Dozent an der Kirchenmusikschule Herford und Lehrer am Werner-Heisenberg-Gymnasium Heide tätig. Hiernach wechselte er zum 1. März 1980 nach Neumünster. 1995 wurde er zum Kirchenmusikdirektor ernannt. Seit 1986 war er außerdem als Dozent an der Musikhochschule Lübeck tätig, seit 1997 als Professor. Dort folgte ihm Pieter-Jan Belder in der Leitung des Fachbereichs Alte Musik nach.
Schnoor konzertierte in Europa und Übersee solistisch und als Kammermusikpartner und Liedbegleiter. Mit ihm entstanden Aufnahmen beim Rundfunk (NDR, WDR), dem Fernsehen (NDR, Dänemark, Polen, USA) und auf Tonträger (Bach: Wohltemperirtes Clavier, Orgelwerke, Clavier-Übung III, Bruhns: Sämtliche Orgelwerke, Weckmann: Cembalowerke u. a.).